# Bahnstrecke Weiden–Bayreuth
| Triebwagen am Bahnübergang Wunaustraße in Bayreuth |                      |                               |                               |
| |                      |                               |                               |
| Streckennummer (DB): | 5051                 |                               |                               |
| Kursbuchstrecke (DB): | 867 421e (1946)      |                               |                               |
| Streckenlänge: | 58,1 km              |                               |                               |
| Spurweite: | 1435 mm (Normalspur) |                               |                               |
| Streckengeschwindigkeit: | 120 km/h             |                               |                               |
| Zugbeeinflussung: | PZB                  |                               |                               |
| |                      |                               |                               |
| \| \| \| von Regensburg \| \| \| \| \| von Neukirchen \| \| \| \| 0,0 \| Weiden (Oberpf) \| 397 m \| \| \| \| nach Oberkotzau \| \| \| \| 2,8 \| Bundesautobahn 93 \| Bundesautobahn 93 \| \| \| 11,5 \| Parkstein-Hütten \| 419 m \| \| \| \| Bundesstraße 470 \| \| \| \| 14,9 \| Schwarzenbach (b Pressath) \| Schwarzenbach (b Pressath) \| \| \| 20,9 \| Pressath \| 424 m \| \| \| \| nach Kirchenthumbach \| \| \| \| 21,7 \| Bundesstraße 299 \| Bundesstraße 299 \| \| \| \| Haidenaab \| \| \| \| \| Haidenaab \| \| \| \| 26,8 \| Trabitz \| 437 m \| \| \| \| Haidenaab \| \| \| \| 32,3 \| Kemnath-Neustadt \| 450 m \| \| \| 35,9 \| Guttenthau \| Guttenthau \| \| \| \| von Cheb \| \| \| \| 39,3 \| Kirchenlaibach \| 462 m \| \| \| \| nach Nürnberg \| \| \| \| 45,5 \| Seybothenreuth \| 425 m \| \| \| \| Bundesstraße 22 \| \| \| \| 50,1 \| Stockau \| 397 m \| \| \| 54,3 \| Eremitage \| Eremitage \| \| \| 55,2 \| Bundesautobahn 9 \| Bundesautobahn 9 \| \| \| 55,5 \| Bundesstraße 22 (Königsallee) \| Bundesstraße 22 (Königsallee) \| \| \| 57,0 \| Bundesstraße 22 (40 m) \| Bundesstraße 22 (40 m) \| \| \| 57,6 \| Bundesstraße 2 und \| Bundesstraße 2 und \| \| \| 57,6 \| Roter Main (zusammen 110 m) \| Roter Main (zusammen 110 m) \| \| \| \| von Schnabelwaid \| \| \| \| 58,1 \| Bayreuth Hbf \| 344 m \| \| \| \| nach Warmensteinach \| \| \| \| \| nach Neuenmarkt-Wirsberg \| \| |                      |                               |                               |
| Strecke |                      | von Regensburg                | von Regensburg                |
| Abzweig geradeaus und von links |                      | von Neukirchen                | von Neukirchen                |
| Bahnhof | 0,0                  | Weiden (Oberpf)               | 397 m                         |
| Abzweig geradeaus und nach rechts |                      | nach Oberkotzau               | nach Oberkotzau               |
| Strecke mit Straßenbrücke | 2,8                  | Bundesautobahn 93             | Bundesautobahn 93             |
| Dienststation / Betriebs- oder Güterbahnhof | 11,5                 | Parkstein-Hütten              | 419 m                         |
| Strecke mit Straßenbrücke |                      | Bundesstraße 470              | Bundesstraße 470              |
| Haltepunkt / Haltestelle | 14,9                 | Schwarzenbach (b Pressath)    | Schwarzenbach (b Pressath)    |
| Bahnhof | 20,9                 | Pressath                      | 424 m                         |
| Abzweig geradeaus und nach links |                      | nach Kirchenthumbach          | nach Kirchenthumbach          |
| Bahnübergang | 21,7                 | Bundesstraße 299              | Bundesstraße 299              |
| Brücke über Wasserlauf |                      | Haidenaab                     | Haidenaab                     |
| Brücke über Wasserlauf |                      | Haidenaab                     | Haidenaab                     |
| Bahnhof | 26,8                 | Trabitz                       | 437 m                         |
| Brücke über Wasserlauf |                      | Haidenaab                     | Haidenaab                     |
| Bahnhof | 32,3                 | Kemnath-Neustadt              | 450 m                         |
| ehemaliger Haltepunkt / Haltestelle | 35,9                 | Guttenthau                    | Guttenthau                    |
| Abzweig geradeaus und von rechts |                      | von Cheb                      | von Cheb                      |
| Bahnhof | 39,3                 | Kirchenlaibach                | 462 m                         |
| Abzweig geradeaus und nach links |                      | nach Nürnberg                 | nach Nürnberg                 |
| Haltepunkt / Haltestelle | 45,5                 | Seybothenreuth                | 425 m                         |
| Strecke mit Straßenbrücke |                      | Bundesstraße 22               | Bundesstraße 22               |
| Bahnhof | 50,1                 | Stockau                       | 397 m                         |
| ehemaliger Haltepunkt / Haltestelle | 54,3                 | Eremitage                     | Eremitage                     |
| Strecke mit Straßenbrücke | 55,2                 | Bundesautobahn 9              | Bundesautobahn 9              |
| Bahnübergang | 55,5                 | Bundesstraße 22 (Königsallee) | Bundesstraße 22 (Königsallee) |
| Brücke | 57,0                 | Bundesstraße 22 (40 m)        | Bundesstraße 22 (40 m)        |
| Brücke | 57,6                 | Bundesstraße 2 und            | Bundesstraße 2 und            |
| Brücke über Wasserlauf | 57,6                 | Roter Main (zusammen 110 m)   | Roter Main (zusammen 110 m)   |
| Abzweig geradeaus und von links |                      | von Schnabelwaid              | von Schnabelwaid              |
| Bahnhof | 58,1                 | Bayreuth Hbf                  | 344 m                         |
| Abzweig geradeaus und nach rechts |                      | nach Warmensteinach           | nach Warmensteinach           |
| Strecke |                      | nach Neuenmarkt-Wirsberg      | nach Neuenmarkt-Wirsberg      |

Die Bahnstrecke Weiden–Bayreuth ist eine Hauptbahn in Bayern. Sie verbindet Weiden in der Oberpfalz über Kirchenlaibach mit Bayreuth.

## Geschichte

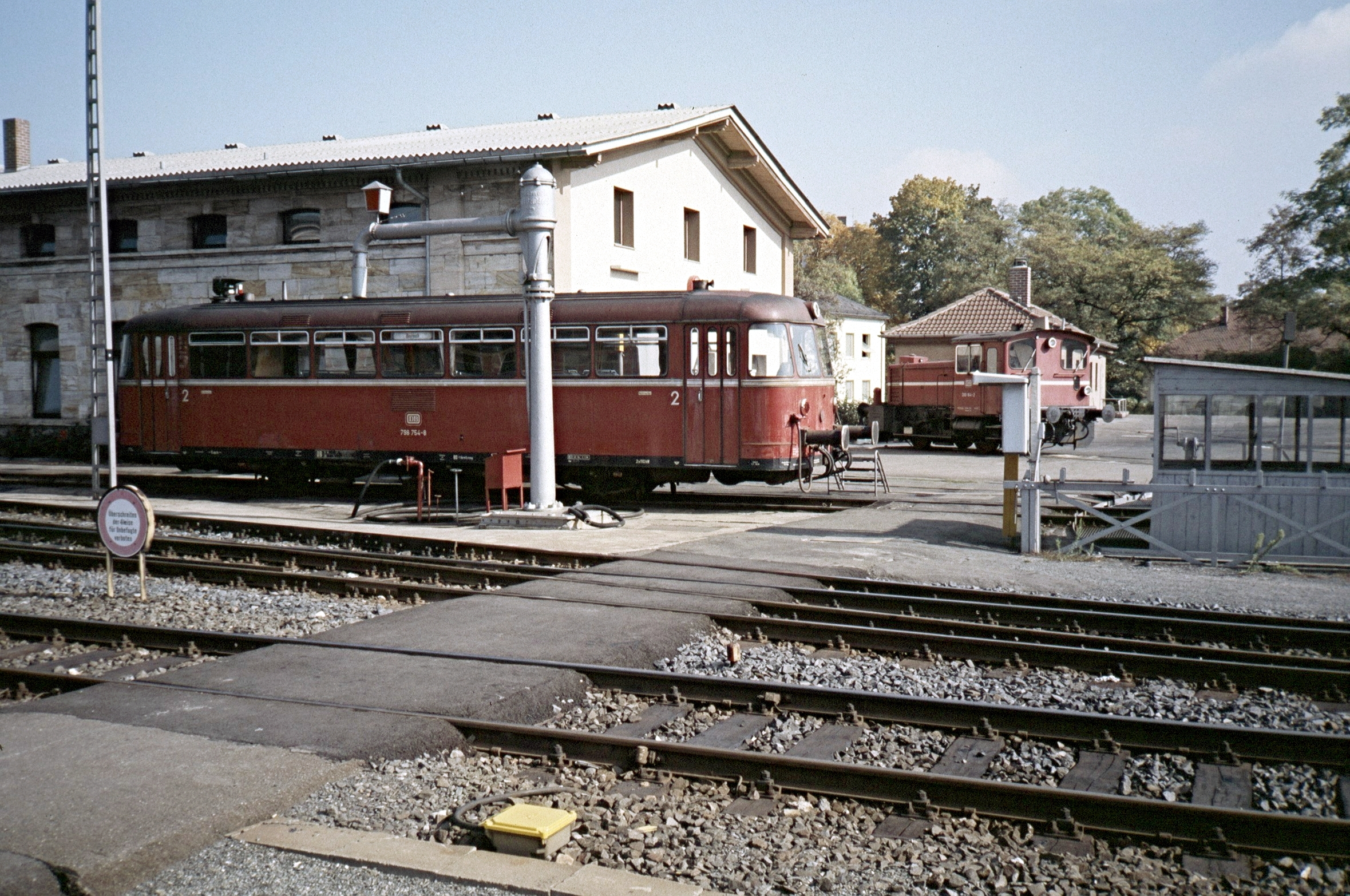
Schienenbus VT 98 vor der ehemaligen Wagenremise der Ostbahn in Bayreuth, 1986

Die Konzession zum Bau der Strecke Irrenlohe–Weiden–Bayreuth erhielt die Actiengesellschaft der bayerischen Ostbahnen am 3. Januar 1862. Die Bauarbeiten begannen noch im selben Jahr, am 1. Dezember 1863 wurde die Bahnstrecke feierlich eröffnet. Vom Bahnhof Schwandorf zum Bahnhof Irrenlohe verlief sie eingleisig parallel zur ebenfalls eingleisigen Ostbahnstrecke Regensburg–Schwandorf–Amberg–Nürnberg. In Bayreuth endete sie in einem eigenen Bahnhof südlich des damaligen „Brandenburger Thors“, der einen Lokomotivschuppen, eine Güterhalle, eine Wagenremise und einen Wohnblock für Dienstwohnungen erhielt. Der Personenverkehr wurde aus Kostengründen aber von Anfang an am unmittelbar nördlich davon gelegenen Bahnsteig der seit 1853 bestehenden „Pachtbahn“ nach Neuenmarkt-Wirsberg abgewickelt.
Mit der Inbetriebnahme der Ostbahnstrecke wurde der vormalige Endbahnhof Bayreuth zum Durchgangsbahnhof der Relation Hof–Bayreuth–Weiden–Regensburg–München, wobei in Bayreuth und Irrenlohe zunächst umgestiegen werden musste. Der Weg von Bayreuth nach München war fortan mit 40 Meilen um 12,5 Meilen kürzer als der über Augsburg. Zugkreuzungen waren in Parkstein-Hütten, Kemnath-Neustadt, Kirchenlaibach und Seybothenreuth vorgesehen.
Zunächst verkehrten drei Personenzugpaare zwischen Bayreuth und Irrenlohe. Im internationalen Verkehr kam bereits in den 1860er Jahren ein Reisezug („Courierzug“ mit ausschließlich gehobenen Wagenklassen) ohne Wagenwechsel zwischen Köln und Wien hinzu.
Am 1. Januar 1876 wurde die Ostbahngesellschaft verstaatlicht und die Strecke von den Bayerischen Staatsbahnen übernommen. Durch eine Veränderung der Straßenführung im selben Jahr konnten die beiden Bayreuther Bahnhöfe zusammengeführt werden.
Der Abschnitt Schwandorf–Weiden wird heute der Bahnstrecke Regensburg–Weiden zugeordnet.

## Streckenbeschreibung

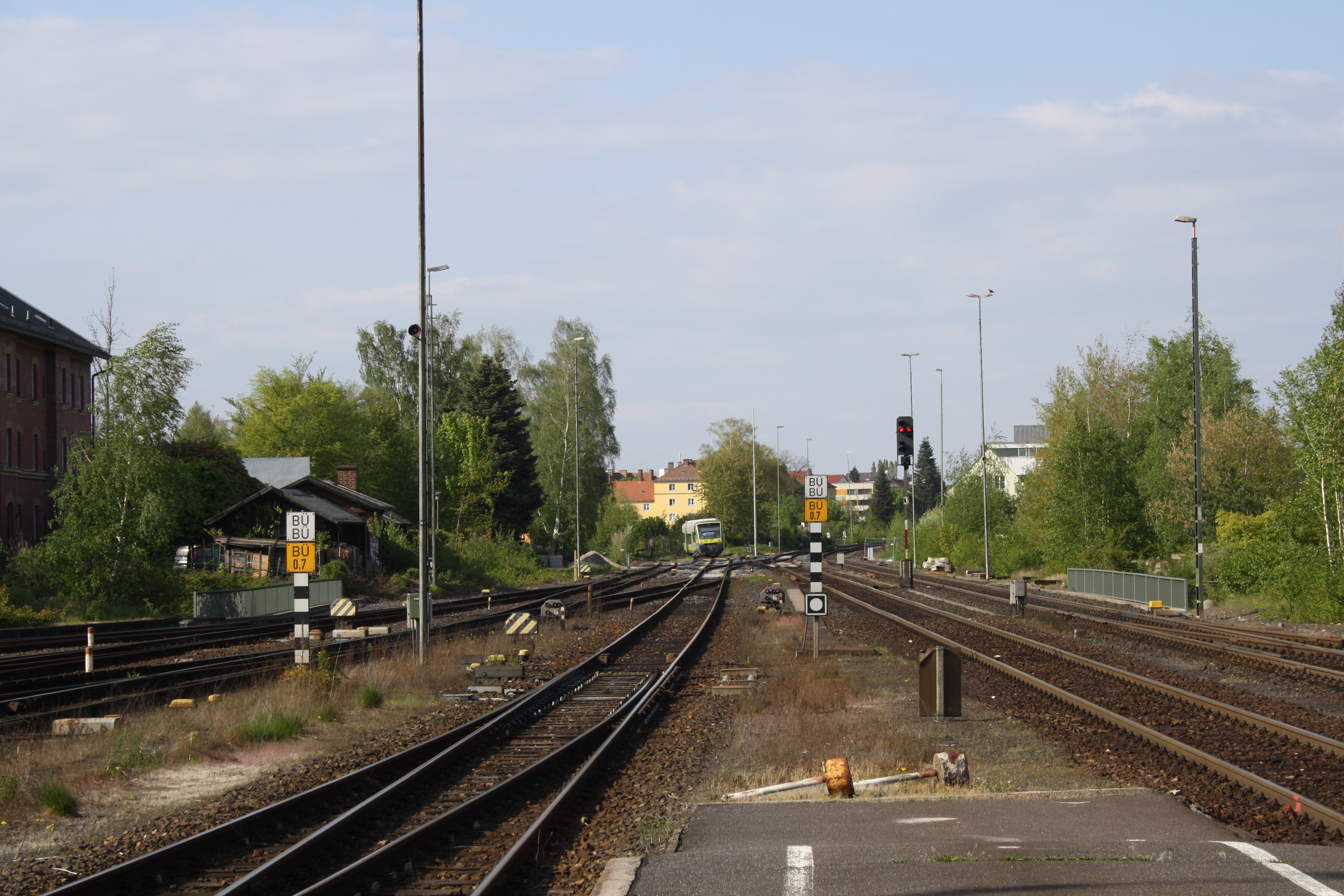
Bahnhof Weiden mit ausfahrendem Zug nach Bayreuth, nach rechts die Strecke nach Oberkotzau

### Verlauf

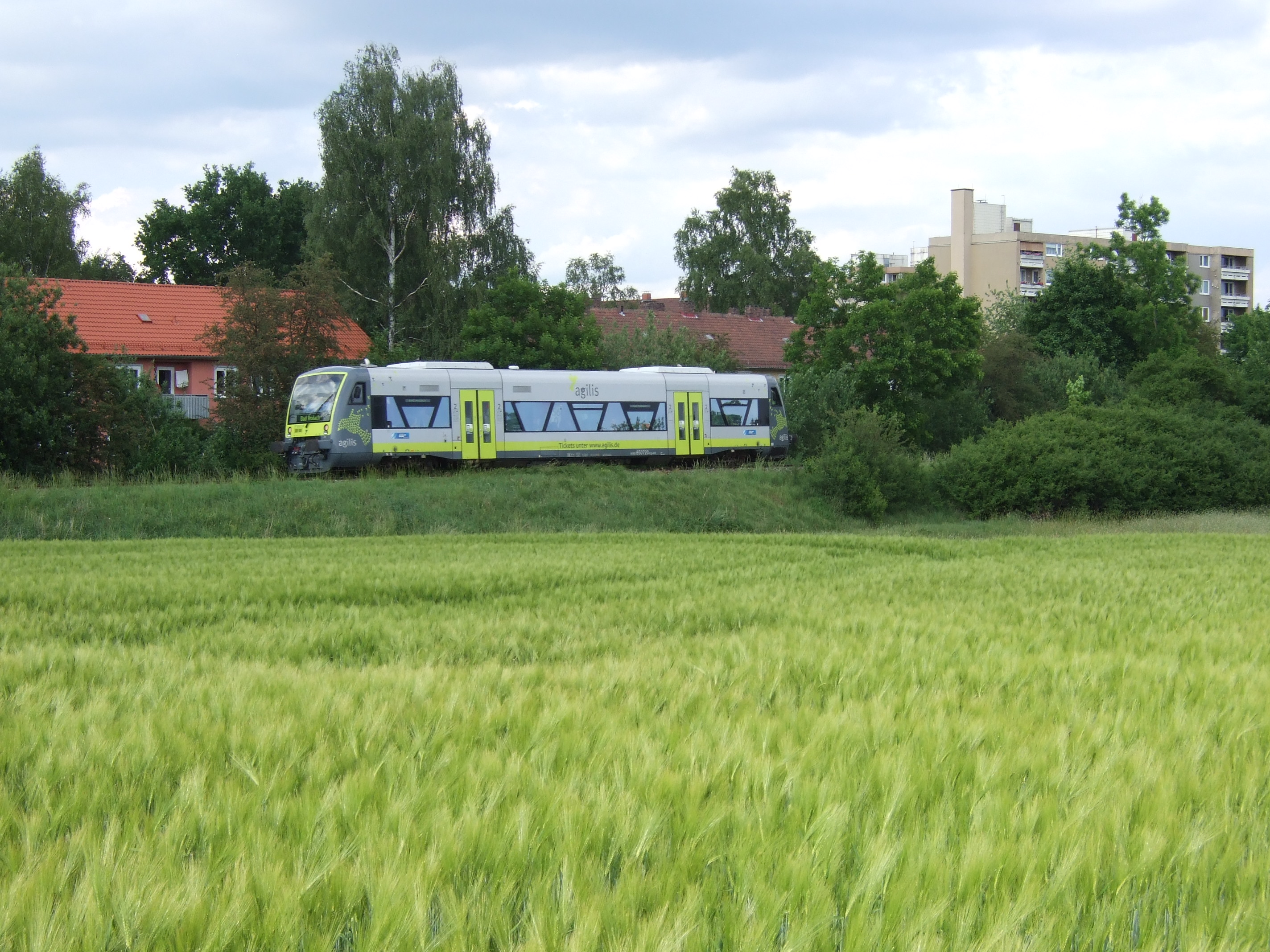
Triebwagen des Typs Stadler Regio-Shuttle RS1 vor dem Bayreuther Stadtteil Neue Heimat

Die Strecke verlässt den Bahnhof Weiden in nordwestlicher Richtung und verläuft zunächst entlang der B 470 an den Weidener Stadtteilen Rehbühl und Weiden-West sowie an der Porzellanfabrik Seltmann vorbei. In Höhe der Brandweiher-Siedlung schwenkt die Trasse zuerst nach Südwesten, verläuft dann in nordwestlicher Richtung durch den Manteler Forst und ab Schwarzenbach entlang der Haidenaab nach Pressath. Dort zweigte bis 1962 die Nebenbahn nach Kirchenthumbach ab, heute nur noch Anschlussgleis zum Truppenübungsplatz Grafenwöhr. Weiter führt die Strecke längs der Haidenaab, umfährt den Rauhen Kulm auf der Ostseite und trifft im Bahnhof Kirchenlaibach auf die Bahnstrecke Nürnberg–Cheb. Hinter Kirchenlaibach verläuft die Strecke gen Nordwesten entlang der B 22 durch den Seybothenreuther Forst und zwischen dem Pensen und dem Schlehenberg nach Bayreuth. Sie führt an den Bayreuther Stadtteilen Grunau, Colmdorf und Neue Heimat vorbei und trifft dann auf die Bahnstrecke von Schnabelwaid. Die beiden Strecken überqueren parallel das Stromtal des Roten Mains auf einem knapp 1,5 Kilometer langen Damm, die Strecke aus Weiden verläuft auf dem östlichen der beiden Gleise. Von Süden kommend überqueren die zwei Strecken erst die B 22 (Wieland-Wagner-Straße), dann den Bayreuther Mühlkanal und schließlich, unmittelbar vor der Einfahrt in den Hauptbahnhof Bayreuth, erst die B 2 (Albrecht-Dürer-Straße) und direkt anschließend den Roten Main.

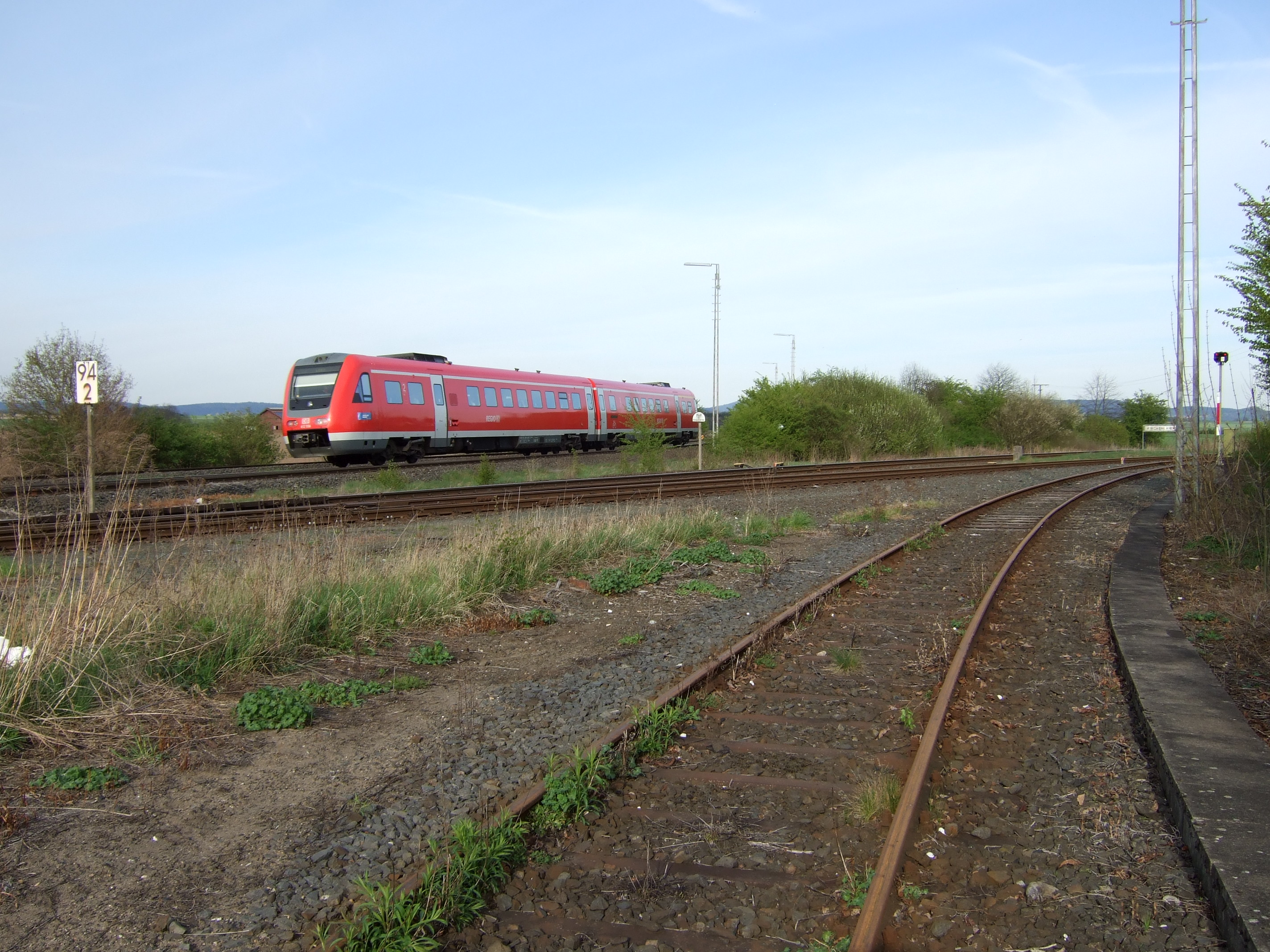
Östlicher Bahnhofskopf des Bahnhofs Kirchenlaibach: Im Vordergrund ein Betriebsgleis, mittig die Ausfahrt in Richtung Weiden, links ein VT 612 nach Marktredwitz
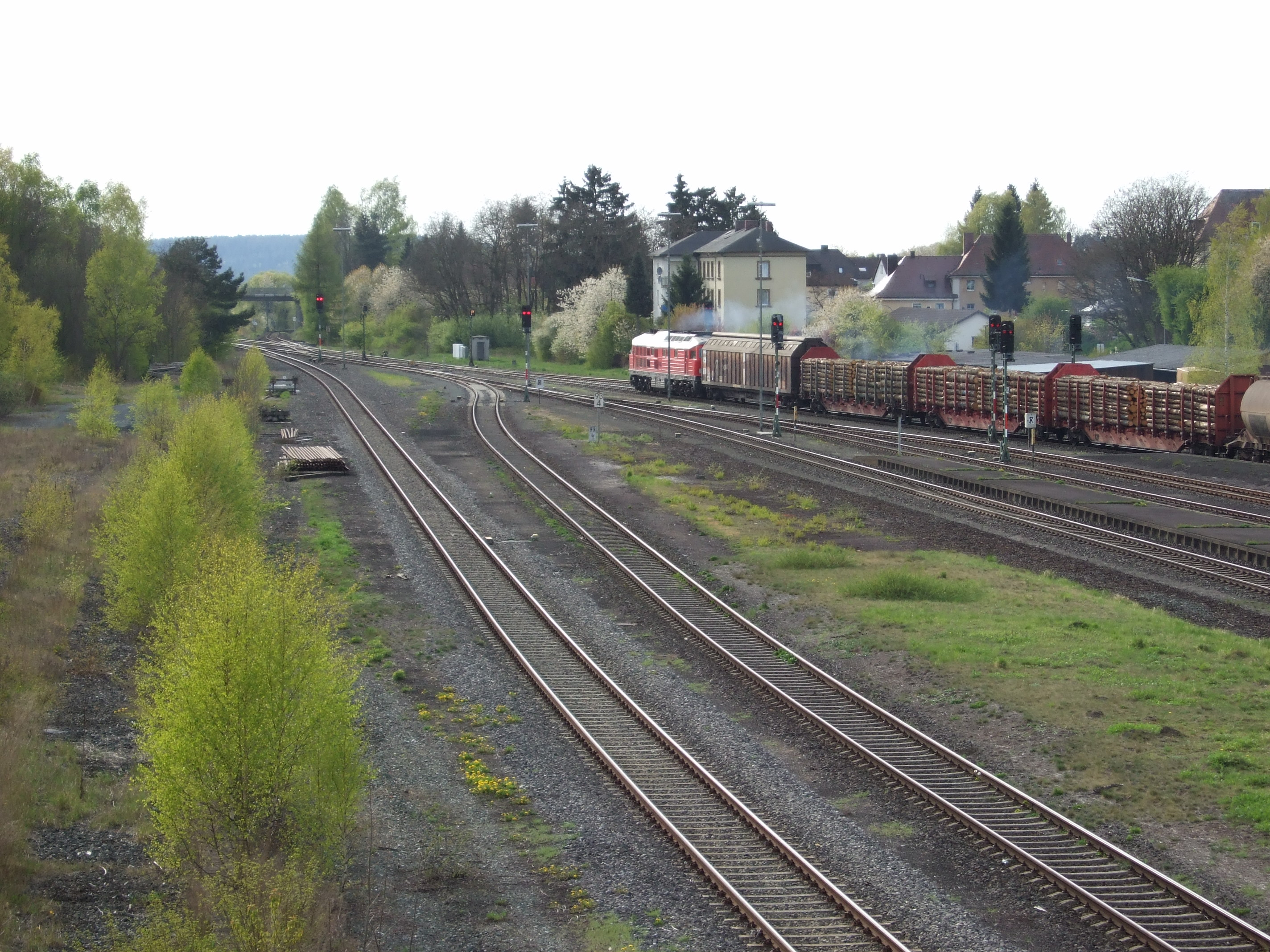
Westkopf in Kirchenlaibach: Nach links die zweigleisige Strecke nach Schnabelwaid, rechts eingleisig nach Bayreuth
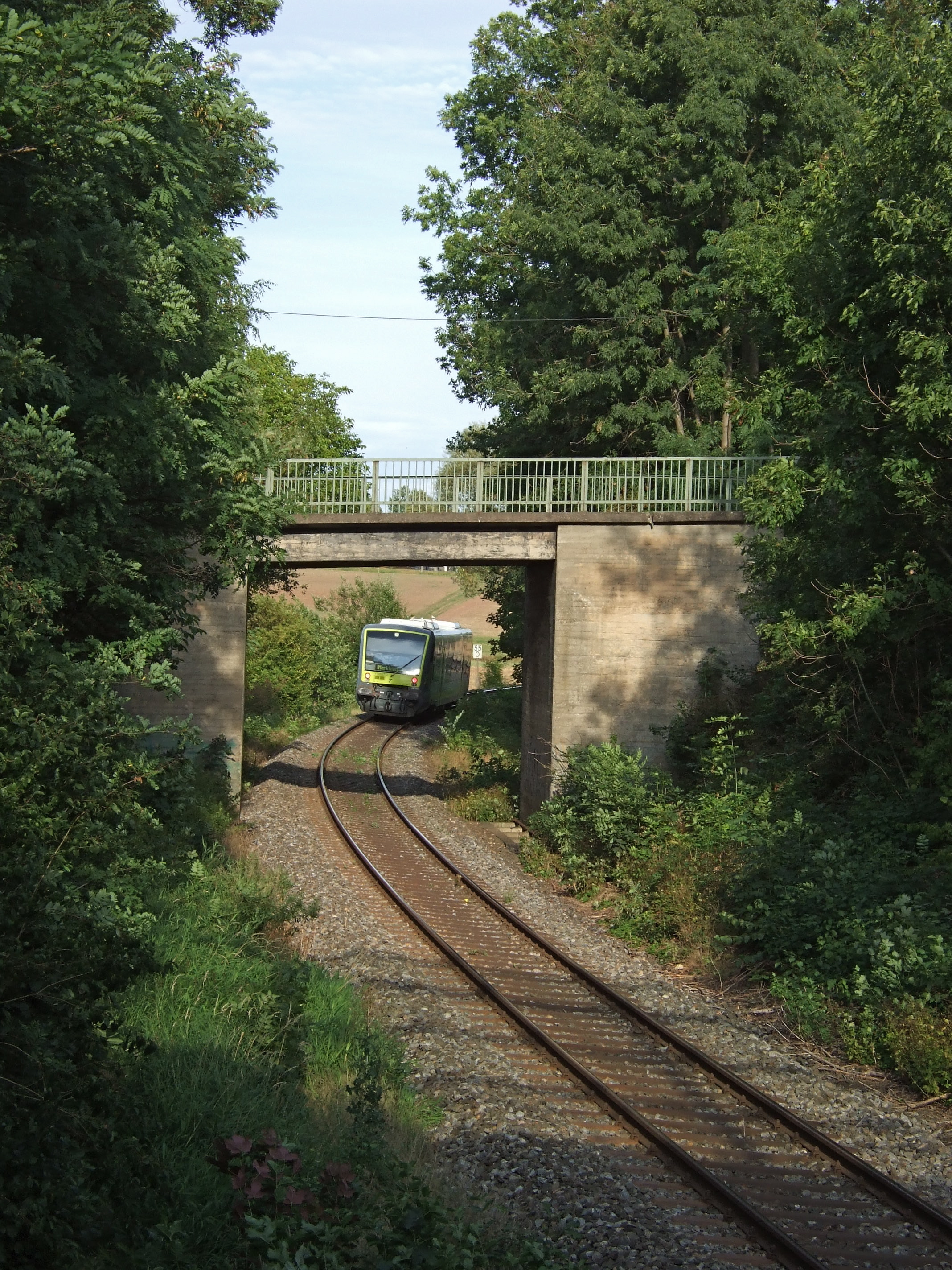
Bahnbrücke Colmdorf
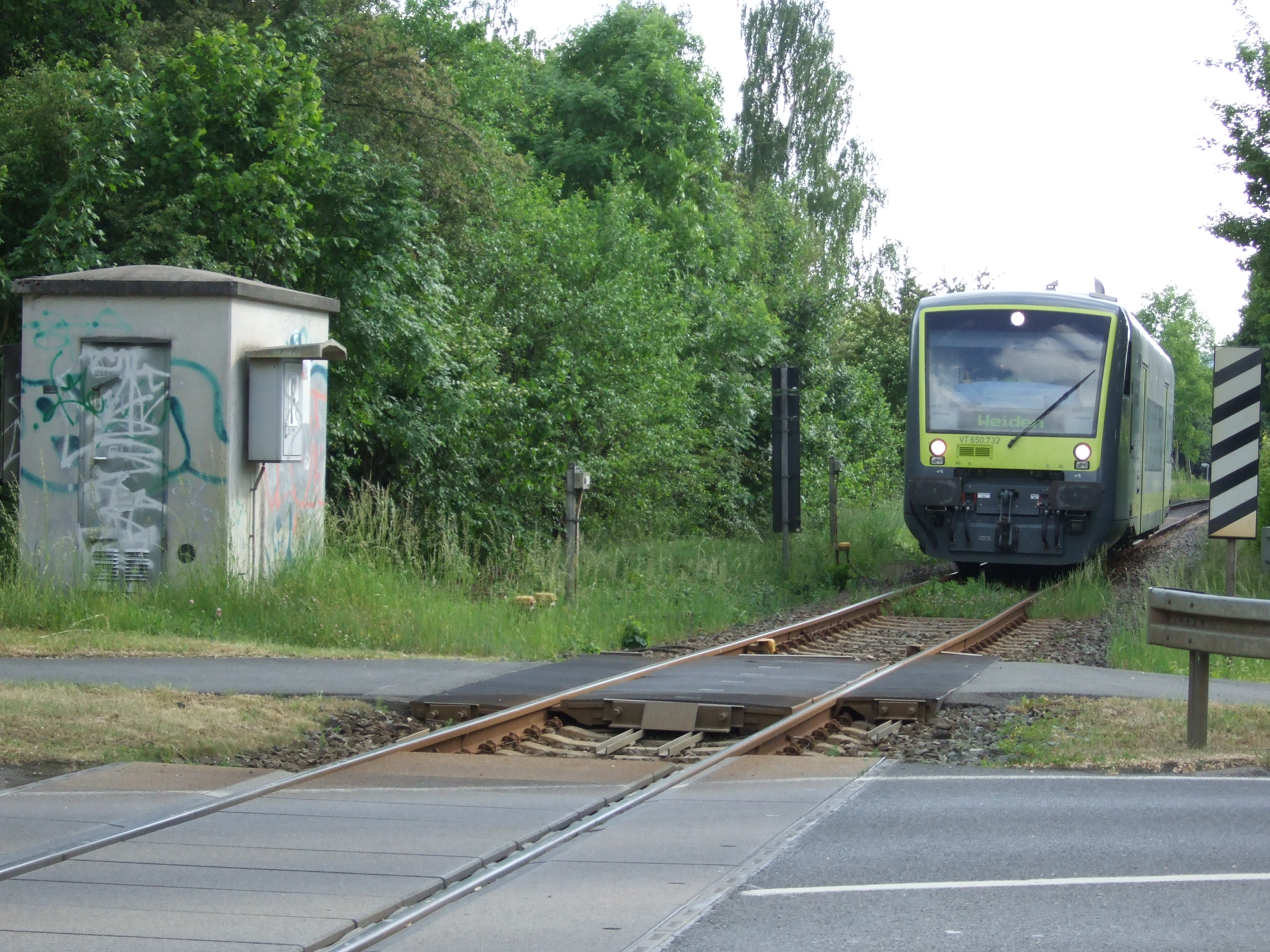
Bahnübergang Bayreuth Königsallee

### Ausbauzustand
Der Bahnkörper und die Kunstbauten waren von Anfang an für die spätere Anlage eines zweiten Gleises bemessen worden. Diese Maßnahme wurde nicht verwirklicht, die Strecke ist auf gesamter Länge eingleisig und nicht elektrifiziert.

### Betriebsstellen

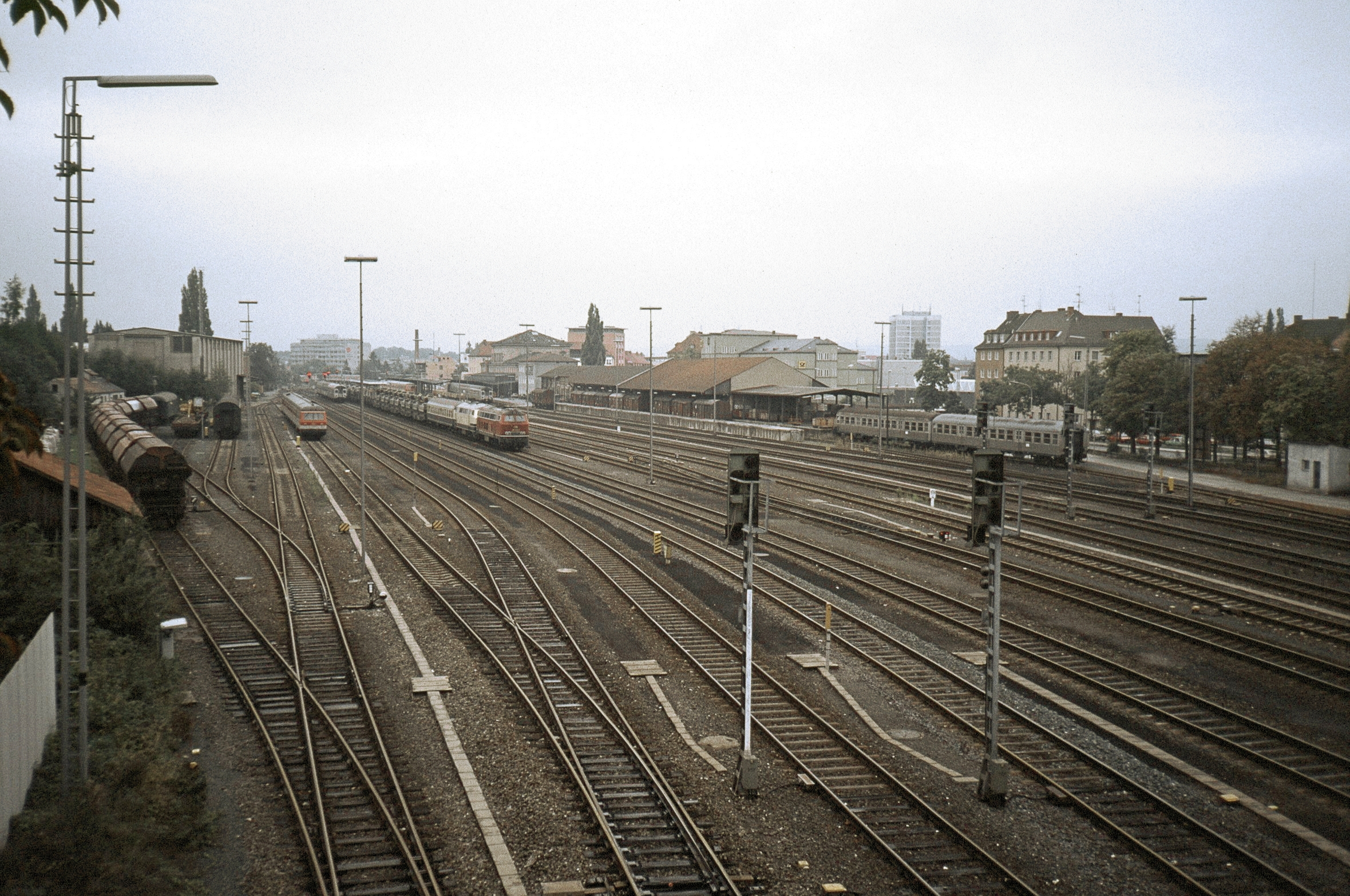
Hauptbahnhof Bayreuth, mittig ein aus Grafenwöhr über Kirchenlaibach eingetroffener Militärzug, 1987

- Bayreuth Hbf: siehe Bayreuth Hauptbahnhof.
- Eremitage: Die Station nahe dem Eremitagepark wurde am 1. Dezember 1910 als Haltepunkt eröffnet. Sie erhielt ein eingeschossiges Empfangsgebäude in Holzbauweise. 1939 wurden ein Kreuzungsgleis und ein kleines Stellwerk errichtet, beide 1971 rückgebaut. 1973 wurde die Station aufgegeben, das Gebäude existiert nicht mehr.
- Kemnath-Neustadt: Der Bahnhof liegt etwa mittig zwischen Kemnath und Neustadt am Kulm, ca. fünf Kilometer vom Kemnather Stadtzentrum entfernt. Er weist ein Kreuzungsgleis auf, das Ladegleis wurde abgebaut. Die Güterhalle ist noch existent, das zweigeschossige Empfangsgebäude wurde durch einen flachen Neubau in Klinkerbauweise ersetzt.
- Kirchenlaibach: siehe Bahnhof Kirchenlaibach.
- Seybothenreuth: Der Bahnhof mit seinem gemauerten, zweigeschossigen Empfangsgebäude ist bereits im ersten Fahrplan aufgeführt. Das Kreuzungs- und das Ladegleis wurden 1977 entfernt und die Station zum Haltepunkt herabgestuft.
- Stockau: Der Bahnhof taucht erstmals im Fahrplan von 1876 auf, das peripher gelegene Bahnhofsgebäude stammt aus dem Jahr 1883. Er weist ein Kreuzungsgleis auf, das Ladegleis wurde mittlerweile entfernt. Die ursprünglichen Bahnsteige werden nicht mehr genutzt, näher an der Ortsmitte wurden zwei Seitenbahnsteige errichtet.
- Weiden: siehe Bahnhof Weiden (Oberpf)

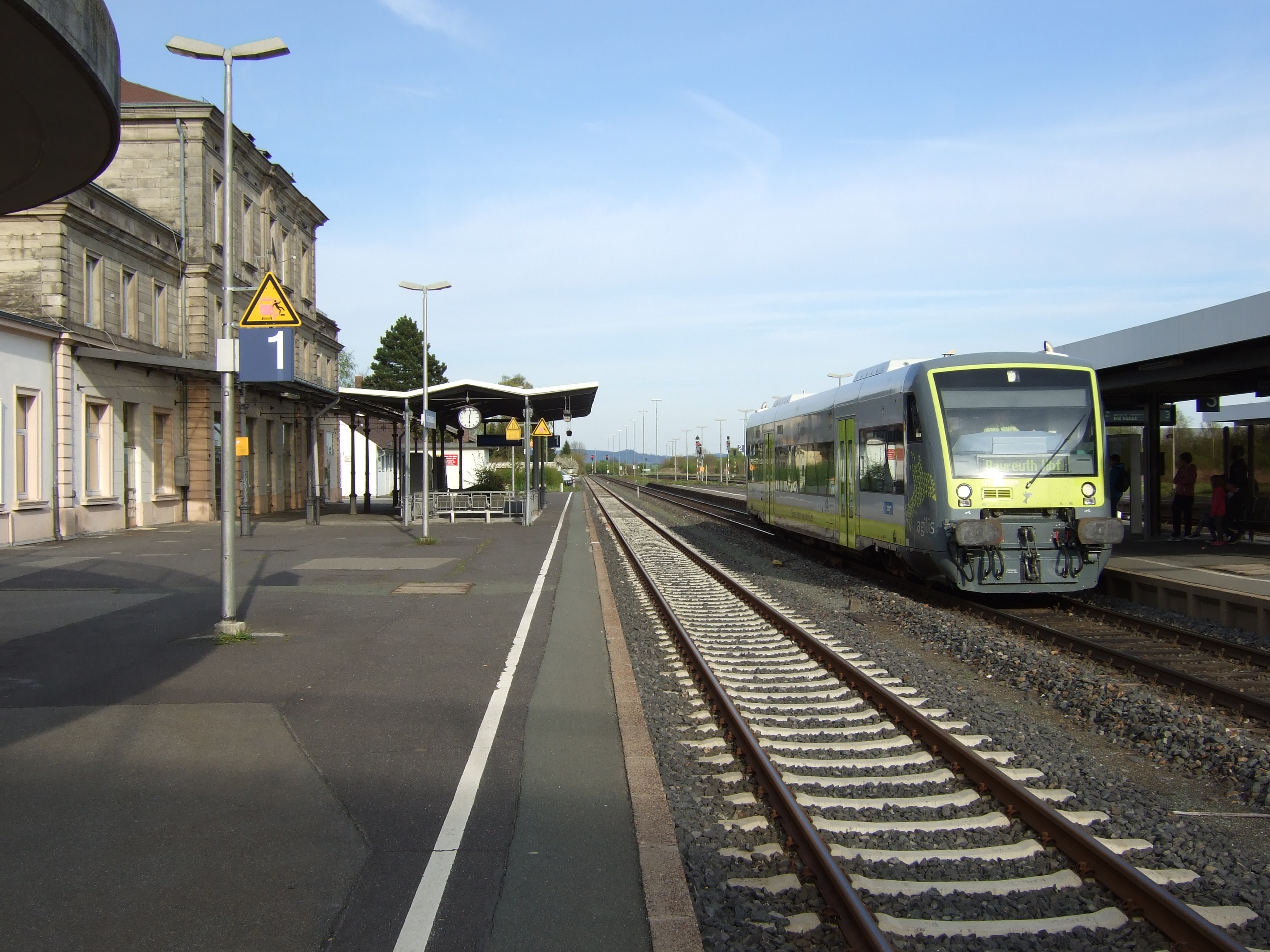
Bahnhof Kirchenlaibach mit Triebwagen der Baureihe RS1 des Unternehmens Agilis
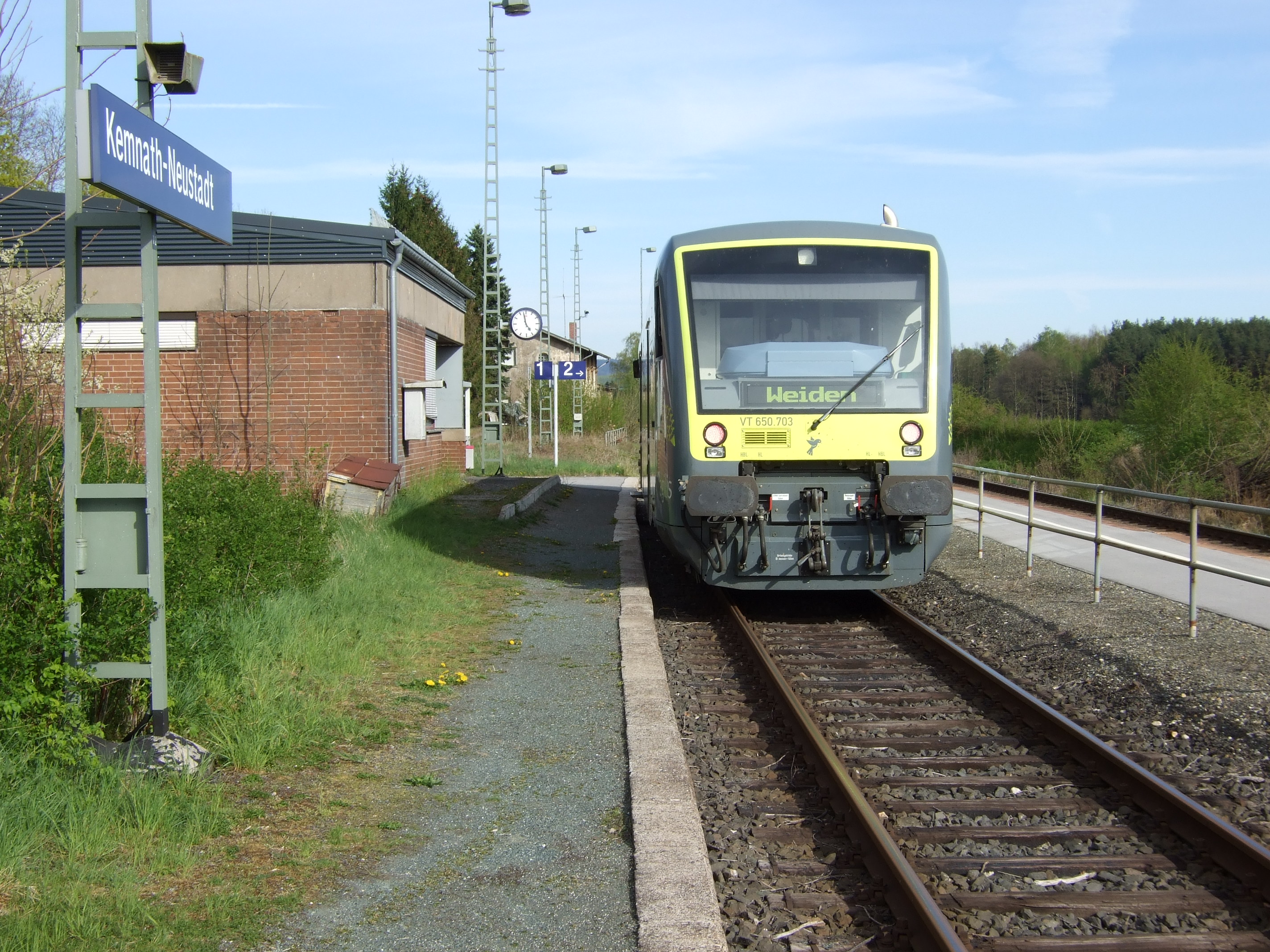
Bahnhof Kemnath-Neustadt
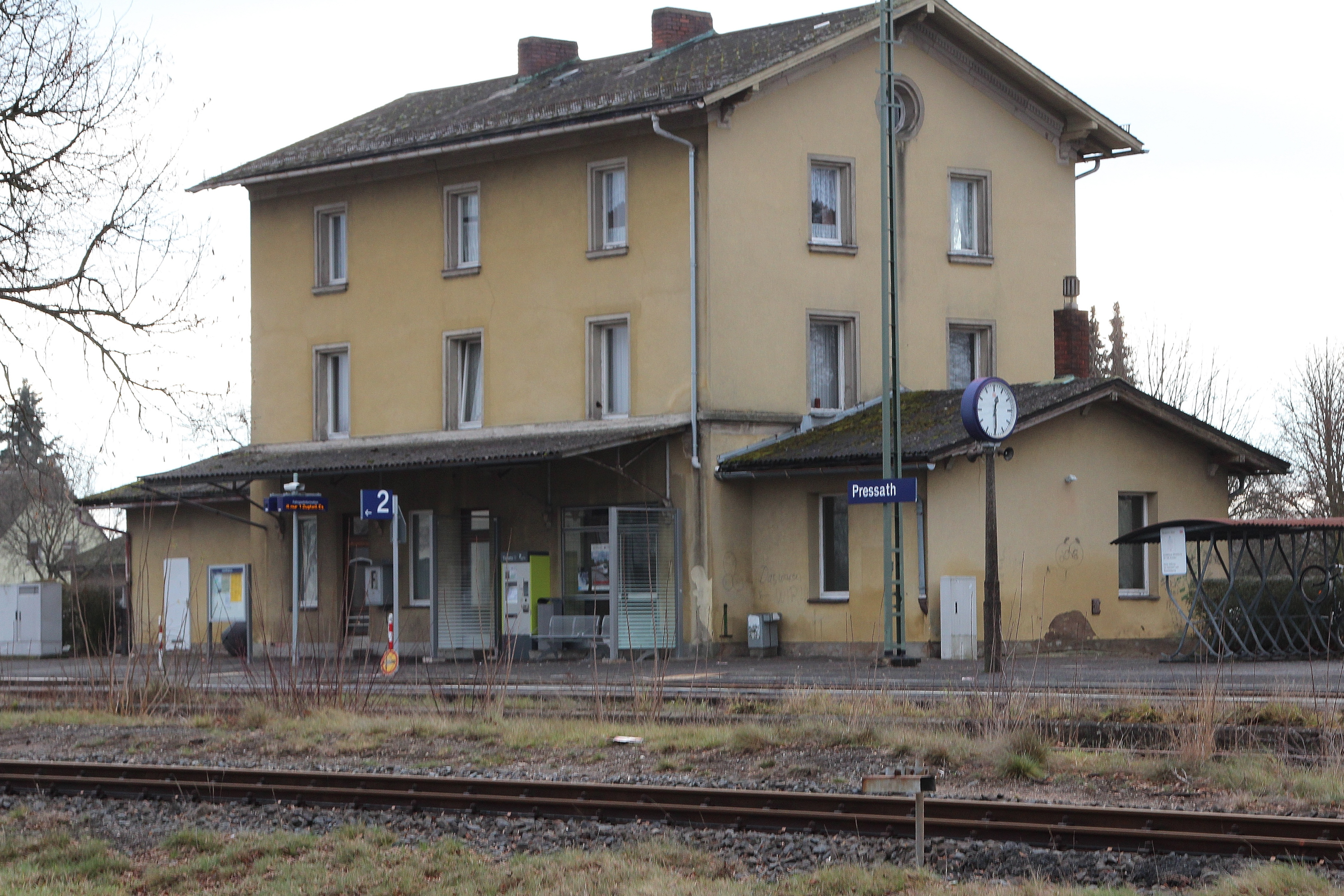
Bahnhof Pressath
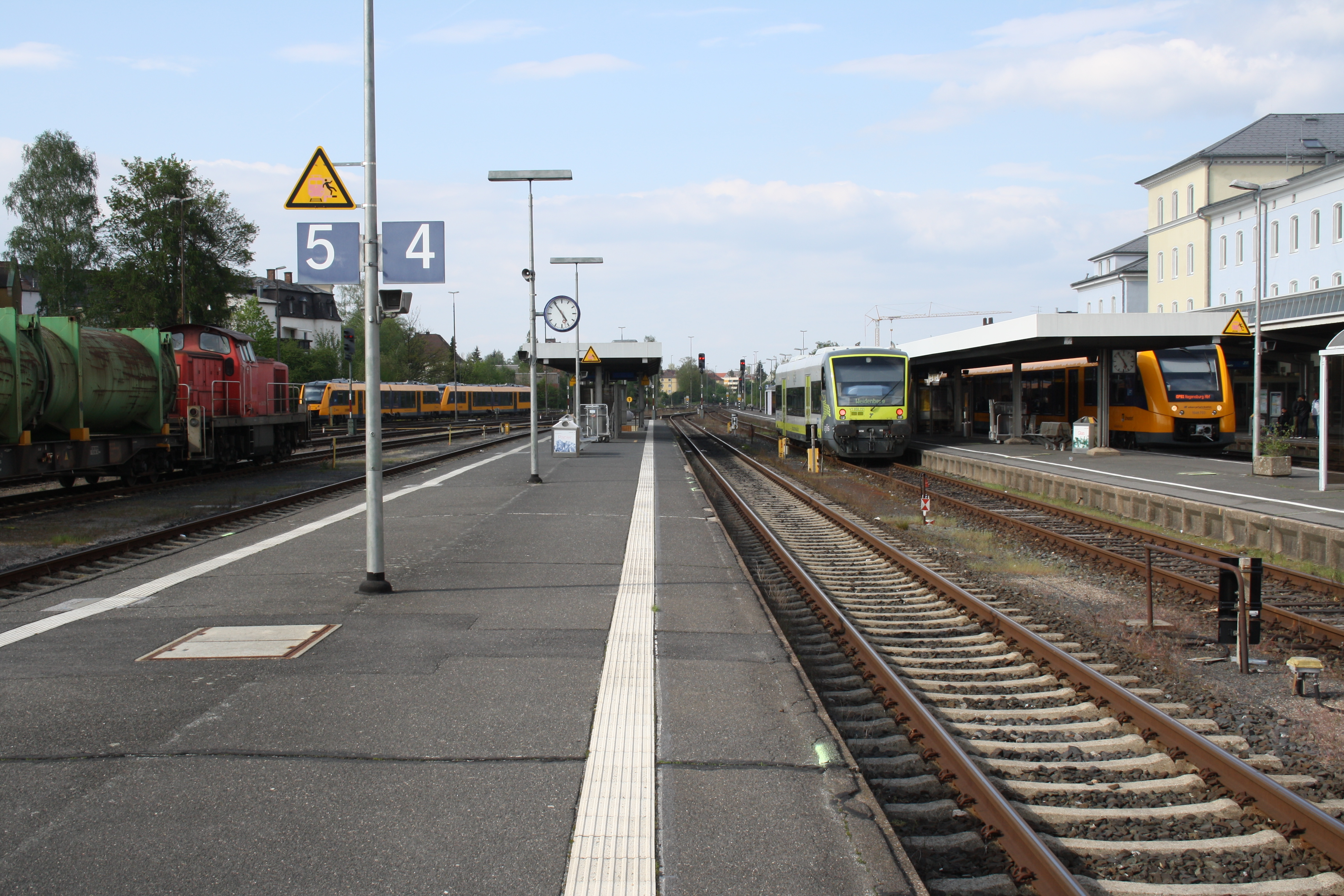
Bahnhof Weiden mit Agilis-Triebwagen aus Bayreuth auf Gleis 3, links ein Müllzug aus Schwandorf

## Verkehr

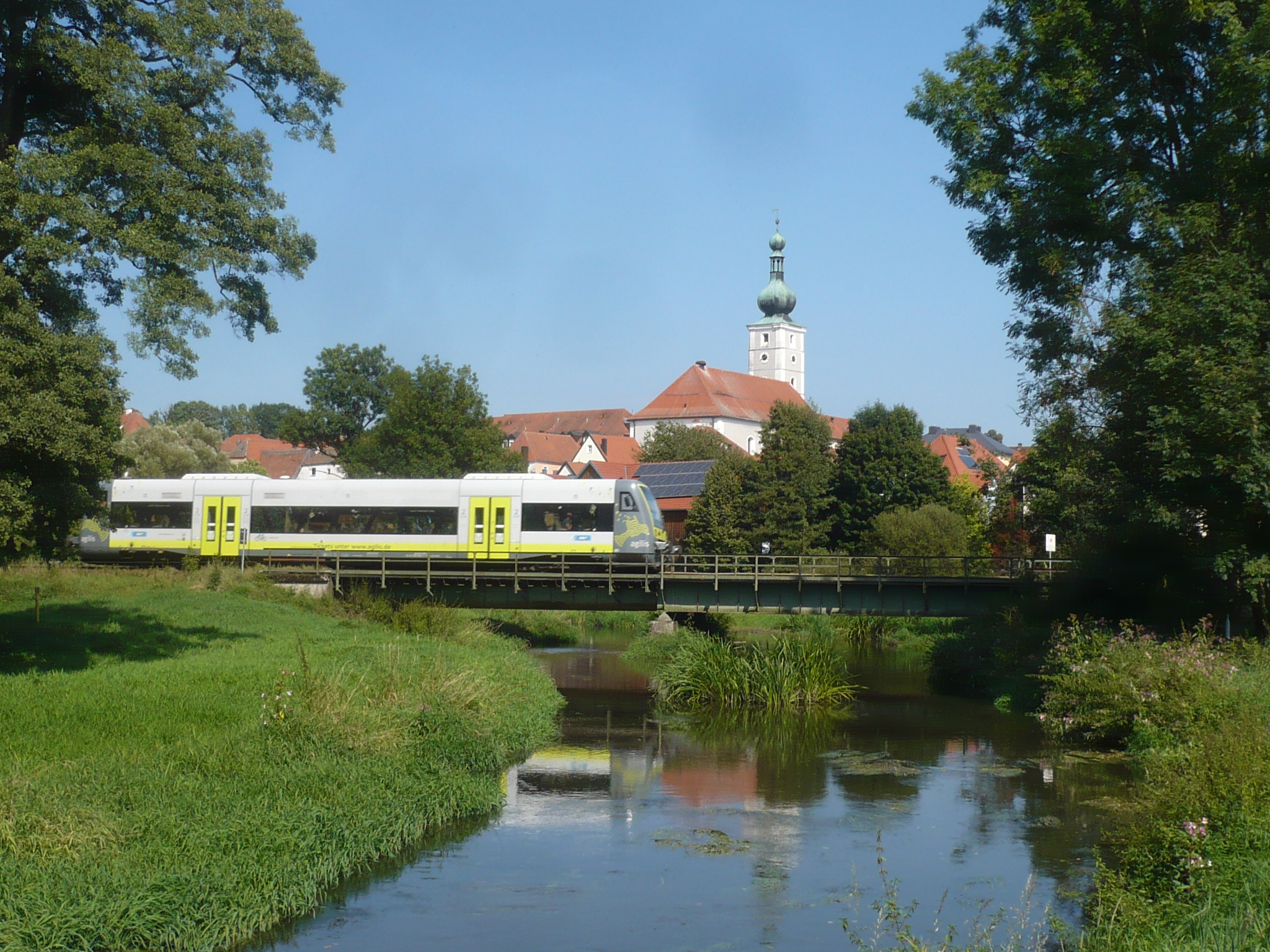
RS1 von agilis auf der Brücke über die Haidenaab in Pressath

Auf der Strecke verkehren Dieseltriebwagen des Typs Stadler Regio-Shuttle RS1 von agilis. Zudem existiert ein regelmäßiger Güterverkehr mit Müllzügen zur Müllverbrennungsanlage Schwandorf, fallweise kommen Züge mit Fertiggaragen und Militärzüge zum Truppenübungsplatz Grafenwöhr hinzu.